# Artur Schuschnigg (Kunsthistoriker)
Artur Schuschnigg, bis 1919 Edler von Schuschnigg, (* 21. Juni 1904 in Wien; † 3. September 1990 in Natters) war ein österreichischer Kunsthistoriker und Hörfunkmitarbeiter.

## Leben
Schuschnigg kam aus einer 1898 geadelten österreichischen Offiziersfamilie, sein Vater war der Offizier Artur Schuschnigg (1865–1938), sein älterer Bruder der spätere Bundeskanzler Kurt Schuschnigg (1897–1977).
Er studierte Kunstgeschichte und wurde 1928 an der Universität Innsbruck promoviert. 1929 erhielt er eine Stelle als wissenschaftliche Hilfskraft am Tiroler Landesmuseum Ferdinandeum, 1931 ging er zum Tyrolia Verlag und von 1933 bis 1938 war er Programmleiter der Schallplattenabteilung der Radio Verkehrs AG. Nach dem Anschluss Österreichs wurde er entlassen. Er bekam im Frühjahr 1939 eine Stelle als Kustos am Kaiser-Friedrich-Museum in Berlin. Nach dem Krieg wurde er 1945 Programmleiter von Radio Tirol in Innsbruck, ab 1955 Leiter der Musikabteilung des Österreichischen Rundfunks.
Sein Sohn Artur (* 2. Juni 1935; † 10. Februar 2022 in Wien) arbeitete im österreichischen diplomatischen Dienst.

## Schriften (Auswahl)
- Die Bildhauerfamilie Moll. Dissertation Innsbruck 1928 (ungedruckt).
- Moll, Tirol. Bildhauerfamilie. In: Hans Vollmer (Hrsg.): Allgemeines Lexikon der Bildenden Künstler von der Antike bis zur Gegenwart. Begründet von Ulrich Thieme und Felix Becker. Band 25: Moehring–Olivié. E. A. Seemann, Leipzig 1931, S. 39–41 (biblos.pk.edu.pl).
- Nikolaus Moll, der Schöpfer der Kanzel in der St. Jakobs-Pfarrkirche zu Innsbruck. In: Tiroler Barockbildhauer (= Tiroler Heimatblätter 27, 1952, Nr. 4/6). Innsbruck 1952, S. 50–54.